# Marbella Fútbol Club
El Marbella Fútbol Club, anteriorment anomenat Unión Deportiva Marbella, és un club andalús de la ciutat de Marbella a la Província de Màlaga. Juga a l'estadi Municipal de Marbella, inaugurat el 1975, amb una capacitat de 9.000 persones i unes dimensions de 105x72 metres.

## Història
La Unión Deportiva Marbella va néixer l'any 1997. La temporada 2003-04 debuta a la Segona Divisió B espanyola.
És hereu de l'antic Club Atlético de Marbella fundat el 1947 i desaparegut el mateix 1997 per problemes econòmics. Aquest club debutà a Segona A el 1992-93 on jugà 4 temporades, baixant a Segona B el 1996-97.
El 28 de juny de 2013, sota iniciativa del president Alexander Grinberg i amb la idea d'atraure afició estrangera, l'entitat fou reanomenada Marbella Fútbol Club.

## Dades del club
UD Marbella
- Temporades a Primera Divisió: 0
- Temporades a Segona Divisió: 0
- Millor posició a la lliga: 5è (Segona Divisió B temporada 04-05)
- Pitjor posició a la lliga: 15è (Segona Divisió B temporada 03-04)

CA Marbella
- Temporades a Primera Divisió: 0
- Temporades a Segona Divisió: 4
- Temporades a Segona Divisió B: 6
- Temporades a Tercera Divisió: 18
- Millor posició a la lliga: 7è (Segona Divisió temporada 92-93)
- Pitjor posició a la lliga: 20è (Segona Divisió temporada 95-96)